# Enver Gjokaj

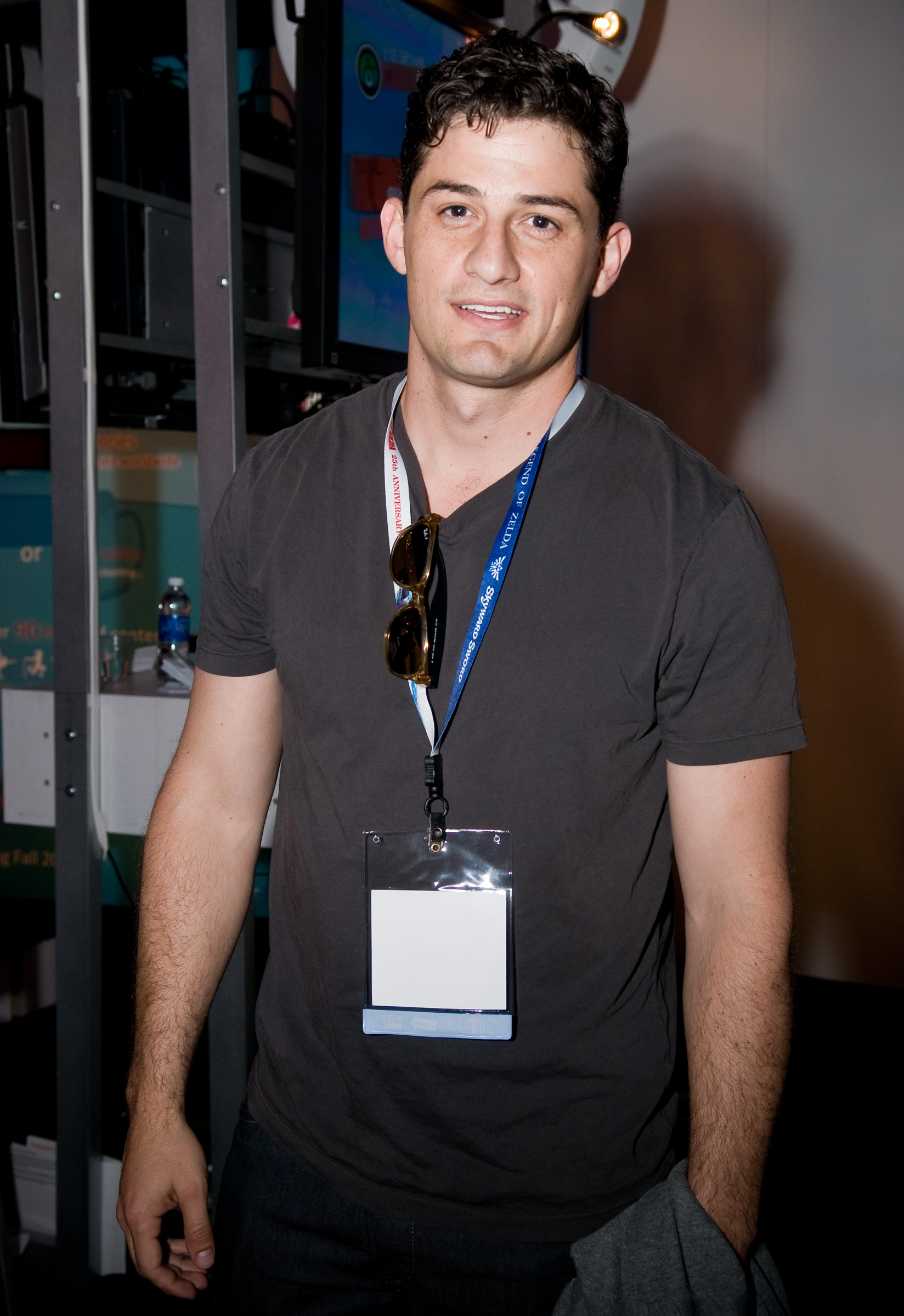
Enver Gjokaj in 2011

Enver Gjokaj (uitspraak: En-vair Jo-kai) (Orange County (Californië), 12 februari 1980) is een Amerikaans acteur, filmregisseur en scenarioschrijver. 

## Biografie
Gjokaj werd geboren in Orange County (Californië) bij een Albanese vader en Amerikaanse moeder in een gezin van drie kinderen, waaronder een tweelingbroer. Hij doorliep de high school aan de Amador High School in Sutter Creek waar hij al acteerde in toneelstukken. Hierna haalde hij zijn master of fine arts aan de New York-universiteit in New York. Aan de universiteit van Californië in Berkeley (Californië) haalde hij zijn bachelor in Engels. 

## Filmografie

### Films
Uitgezonderd korte films.
- 2019 3022 - als Vincent Bernard
- 2016 Come and Find Me - als Aleksandr
- 2014 Lust for Love – als Jake
- 2013 Murder in Manhattan – als Jack
- 2012 Would You Rather – als Lucas
- 2012 The Avengers – als politieagent
- 2010 Stone – als jonge Jack
- 2009 Tale of the Tribe – als Micah
- 2009 Taking Chance – als korporaal Arenz
- 2008 Eagle Eye – als piloot
- 2008 The Express – als Dave Sarette
- 2008 Spinning Into Butter – als Greg Sullivan
- 2006 The Path to 9/11 – als ??
- 2006 Filthy Gorgeous – als Mirash

### Televisieseries
Uitgezonderd eenmalige gastrollen.
- 2022-2024 Resident Alien - als Joseph - 10 afl.
- 2023 Invasion - als Clark Evans - 11 afl.
- 2021-2023 NCIS: Hawaiʻi - als Joe Milius - 7 afl.
- 2019-2021 The Rookie - als Donovan - 5 afl.
- 2020 Agents of S.H.I.E.L.D. - als Daniel Sousa - 10 afl.
- 2019-2020 Emergence - als agent Ryan Brooks - 6 afl.
- 2017-2018 Major Crimes - als Hunt Sanford - 2 afl.
- 2015-2016 Agent Carter - als Daniel Sousa - 18 afl.
- 2015 Hollywood Hitmen - als Evan - 6 afl.
- 2014-2015 Rizzoli & Isles - als Jack Armstrong - 4 afl.
- 2014 Extant - als Sean Glass - 6 afl.
- 2013 Witches of East End - als Mike - 4 afl.
- 2013 Vegas – als Tommy Stone – 5 afl.
- 2012 Made in Jersey – als Tommy Ligand – 4 afl.
- 2012 Dexter – als Viktor Baskov – 2 afl.
- 2009-2010 Dollhouse – als Victor – 27 afl.
- 2006 The Book of Daniel – Josh – 2 afl.

### Filmregisseur
- 2015 Hollywood Hitmen - televisieserie - 6 afl.
- 2011 Get to the Chopper - televisieserie - 1 afl.

### Scenarioschrijver
- 2015 Hollywood Hitmen - televisieserie - 6 afl.
- 2011 Get to the Chopper - televisieserie - 1 afl.
- 2010 Previously on Point Dume - korte film

- International Standard Name Identifier: 0000 0004 6353 9812
- Library of Congress Control Number: no2017014431
- Virtual International Authority File: 1539148705740337080007
- WorldCat: E39PBJdWPwR6MHRvvvCHxfp3wC